# Chillagoe
Chillagoe ist eine Kleinstadt im Nordosten des australischen Bundesstaates Queensland. Einst war sie eine prosperierende Bergbausiedlung, in deren Nachbarschaft verschiedene Minerale abgebaut wurden. Heute gibt es nur noch eine kleine Zinkmine und einige Marmorsteinbrüche. Bei der Volkszählung 2021 wurden 150 Einwohner gezählt.
Südlich und nördlich der Stadt an der Burke Developmental Road liegt der Chillagoe-Mungana-Caves-Nationalpark. Im Gebiet um Chillagoe und Mungana gibt es geschätzt 600 bis 1000 Höhlen. Diese Höhlen, die spektakuläre Karstlandschaft und die Geschichte der Bergbauindustrie sind die wichtigsten Touristenattraktionen in diesem Gebiet.
Der führende Geologie-Professor Ian Plimer hat festgestellt, dass die Gegend um Chillagoe die größte geologische Diversität von allen Gebieten der Welt aufweist.

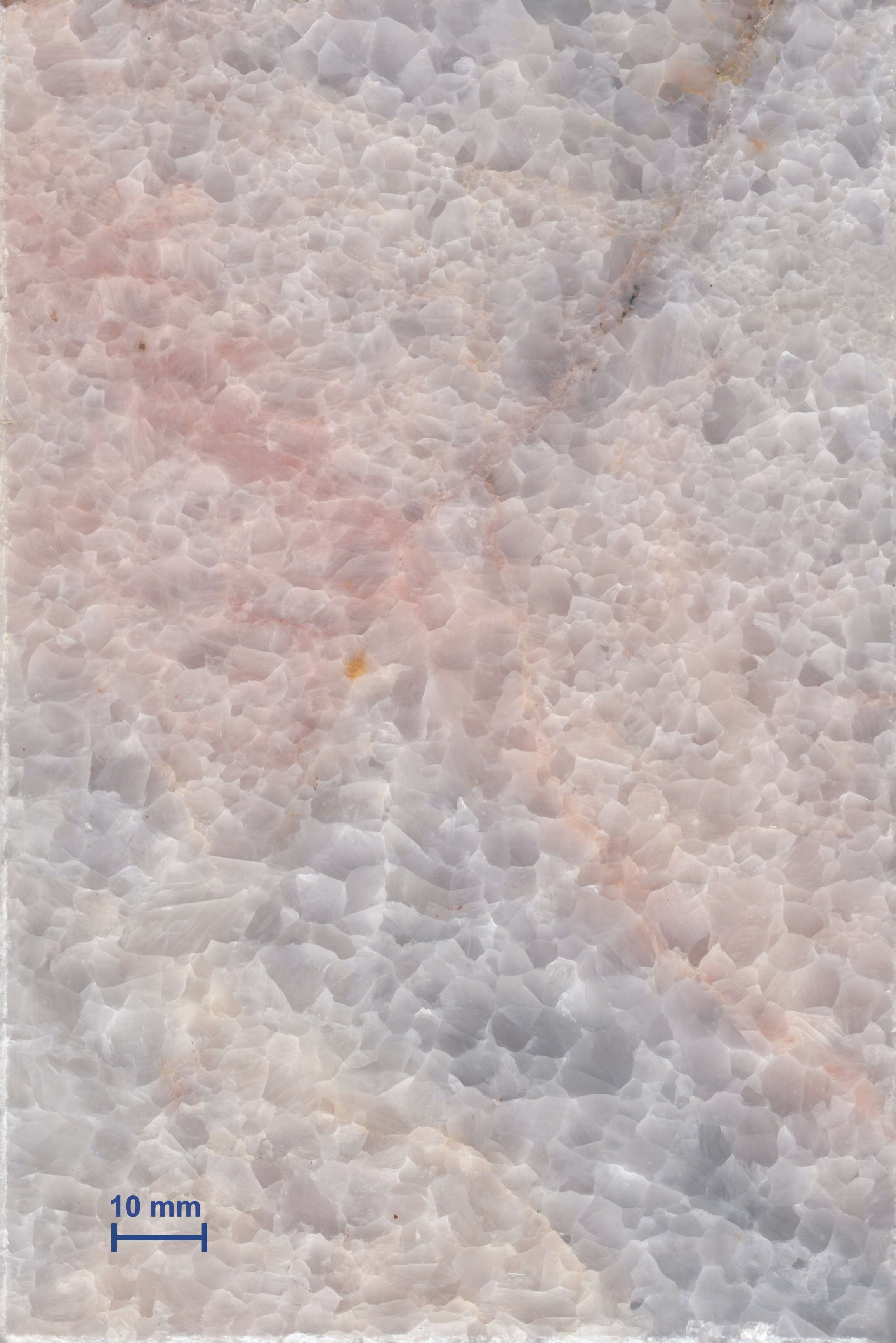
Calcitmarmor Chillagoe pink
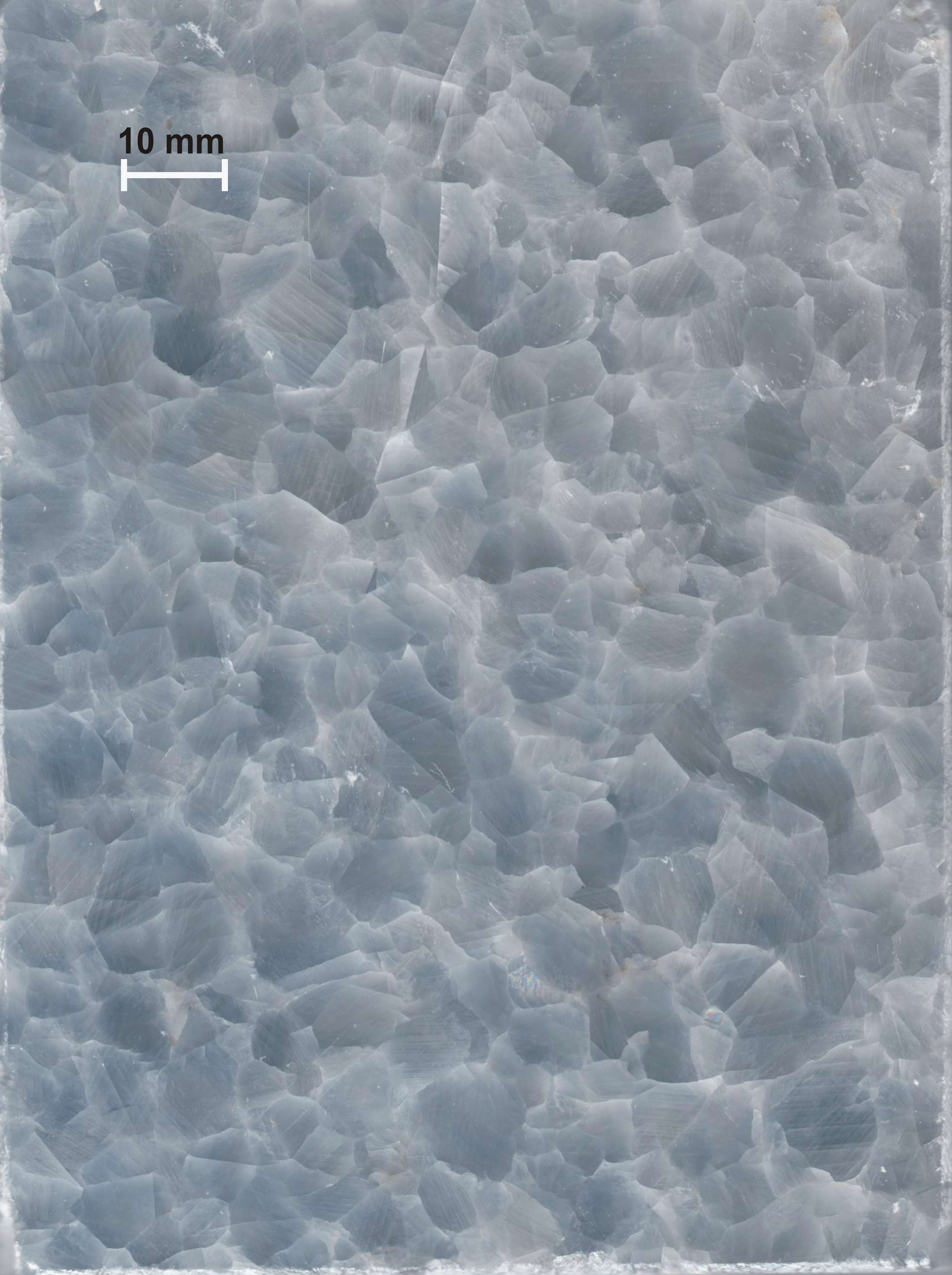
Calcitmarmor Chillagoe blue

## Geschichte
Chillagoe erhielt seinen Namen 1888 von William Atherton. Er stammte aus einem Shanty-Refrain: „Hikey, Tikey, Psyche, Crikey, Chillagoe, Walabadorie“. James Mulligan erforschte die Gegend 1873 und Atherton bestätigte seinen Bericht über reiche Kupfervorkommen in diesem Gebiet. Bergbaupionier John Moffat sandte 1888 Prospektoren in das Kupferfeld und erhielt bald das Monopol für dessen Abbau. Eine Registrierungsbehörde eröffnete 1891 (W. Atherton war der Registrierungsbeamte), schloss aber bereits 1893 wieder. 1900 wurde ein Postamt eröffnet und F. Donner war der zuständige Postbeamte. Die Eisenbahnstrecke der Chillagoe Railway and Mining Company führte ab 1901 nach Mareeba und am 27. Oktober 1910 wurde ein Siedlungsgebiet für die Stadt ausgewiesen.
An Chillagoe erinnert man sich auch wegen seiner Verwicklung in die Mungana-Affäre, einem Bergbauskandal, der zum Sturz der Regierung führte. 1919 wurde der Bundesstaat Queensland nach wechselhaftem Erfolg der bisherigen Eigentümer und etlichen Schließungen Eigentümer der Schmelzöfen. Dieser von der Labor-Regierung durchgeführte Zukauf brachte Korruptionsgerüchte auf, die sich jahrelang hielten. Ende der 1920er-Jahre waren die Schmelzofenwerke erneut von Schließungen betroffen. Als die Australian Labor Party 1929 die Regierungsgewalt abgeben musste, errichtete die neue Regierung eine Royal Commission, die die Vorgänge untersuchte. Die politischen Karrieren von zwei früheren Premierministern von Queensland, Ted Theodore und McCormack, wurden durch den Bericht der Kommission ruiniert.
Woothakata ist ein Anwesen am Chillagoe Creek, das nach dem früheren Shire des nördlichen Tafellandes benannt wurde, zu dem Chillagoe einst gehörte. Woothakata ist ein Aborigineswort, das den Weg beschreibt, auf dem die Aborigines einst nach Ngarrabullgan/Mount Mulligan, einem wichtigen Versammlungsplatz, reisten.